# タトラKTNF6
タトラKTNF6は、ドイツ各地の路面電車で使用されている電車の1形式。チェコスロバキア（現：チェコ）のČKDタトラによって製造された2車体連接車のタトラKT4に新造した中間車体を挿入した部分超低床電車である。この項目では、エストニア向けのKT6Tおよび同様の改造が行われた部分超低床電車のKTNF8についても解説する。

## 概要
1984年、スイスのジュネーヴ市電に登場したBe4/6形電車を皮切りに、ヨーロッパ各都市の路面電車には床上高さを抑えバリアフリーに適した構造を有する超低床電車が登場するようになった。その一方で、各地のメーカーが新造した超低床電車の導入が予算面の都合で困難な地域も多数存在しており、これらの場所を走る路面電車では既存の車両を改造する事で床上高さを下げた部分超低床電車が導入されている。 その事例の1つが、ČKDタトラが製造した連接車のタトラKT4を改造したKTNF6（KT6T）やKTNF8である。
KTNF6（KT6T）の改造に際して挿入された中間車体はミッテンヴァルト機械製造（Mittenwalder Gerätebau）が製造したもので、車体に繊維強化複合材料を用い、配線に巻線技術を用いる事で大幅な軽量化が実現しており、改造前の重量（22.3 t）と比較して増加分の重量は7.5 tに抑えられている他、製造コストも安価に抑えられている。台車はスイスのシンドラー・ワゴンが開発した小径車輪を用いた1軸台車が使われており、床上高さは350 mm（乗降扉付近は300 mm）に抑えられている。車体中央部にある両開きの乗降扉下部には収納式のスロープがあり、車椅子やベビーカー利用客でも容易に乗降が可能となっている一方、高床式の前後車体と繋がっている貫通路付近には3段のステップが設置されている。
一方、KTNF8に挿入された中間車体はKT4の製造メーカーであるČKDタトラやボンバルディア・トランスポーテーションによって作られたものでKTNF6（KT6T）と同型だが、台車はアルストムLBHによって開発された直径410 mmの小径車輪を用いた、回転軸を有するボギー台車が使用されており、油圧式ディスクブレーキや電磁吸着ブレーキが搭載されている。これらはČKDタトラが開発した部分超低床電車のRT6の構造を元に設計されたもので、中間車体の床上高さはKTNF6より僅かに高い360 mmである。
ドイツ向けのKTNF6やKTNF8は、この改造と同時に電気機器の改良工事も行われ、主電動機の出力が増加している他、消費電力が削減出来る回生ブレーキが備わった一方、エストニア向けのKT6Tについては改造時点で主電動機の交換は実施されず、これらの工事は再度の更新が行われた2017年以降となった。

## 運用

### コトブス
ドイツの都市・コトブスを走るコトブス市電には、1992年から1995年にかけて近代化工事が施工されたKT4Dmを種車としたKTNF6が導入され、1996年1月29日から営業運転を開始した。以降1998年まで26両を対象に改造が実施され、KT4Dmおよび近代化工事未施工のKT4Dの他都市への譲渡も行われた事から、2004年4月1日以降コトブス市電の定期列車にはKTNF6のみが使用されている。最初の改造から15年以上が経過した2012年以降は再度の近代化工事が行われている。
2020年現在在籍するのは21両で、残りの5両のうち1両は事故で廃車となった一方、4両は以下のように他都市の路面電車への譲渡が行われている。
- シェーンアイヘ - ベルリン近郊に路線を有するシェーンアイヘ/リューダースドルフ軌道では、主力車両としてコトブス市電から譲渡されたKT4Dが使用されていたが、それらの置き換えおよびバリアフリー化の推進のため、初の超低床電車（部分超低床電車）として同じくコトブス市電で使用されていたKTNF6のうち3両を2009年から2010年にかけて譲受した。塗装変更や内装、機器などシェーンアイヘ/リューダースドルフ軌道に適合させるための改造を受けたのち、同年春季から営業運転に用いられている。また2014年には次に述べるセゲド市電の車両も譲受しているため、2020年現在は4両が使用されている[2][12][3][13][14]。
- セゲド - 2009年にはハンガリーのセゲド市電にも1両が譲渡されたが、1度も営業運転につくことがないまま放置された後、2014年にシェーンアイヘ/リューダースドルフ軌道への再譲渡が実施された[15]。

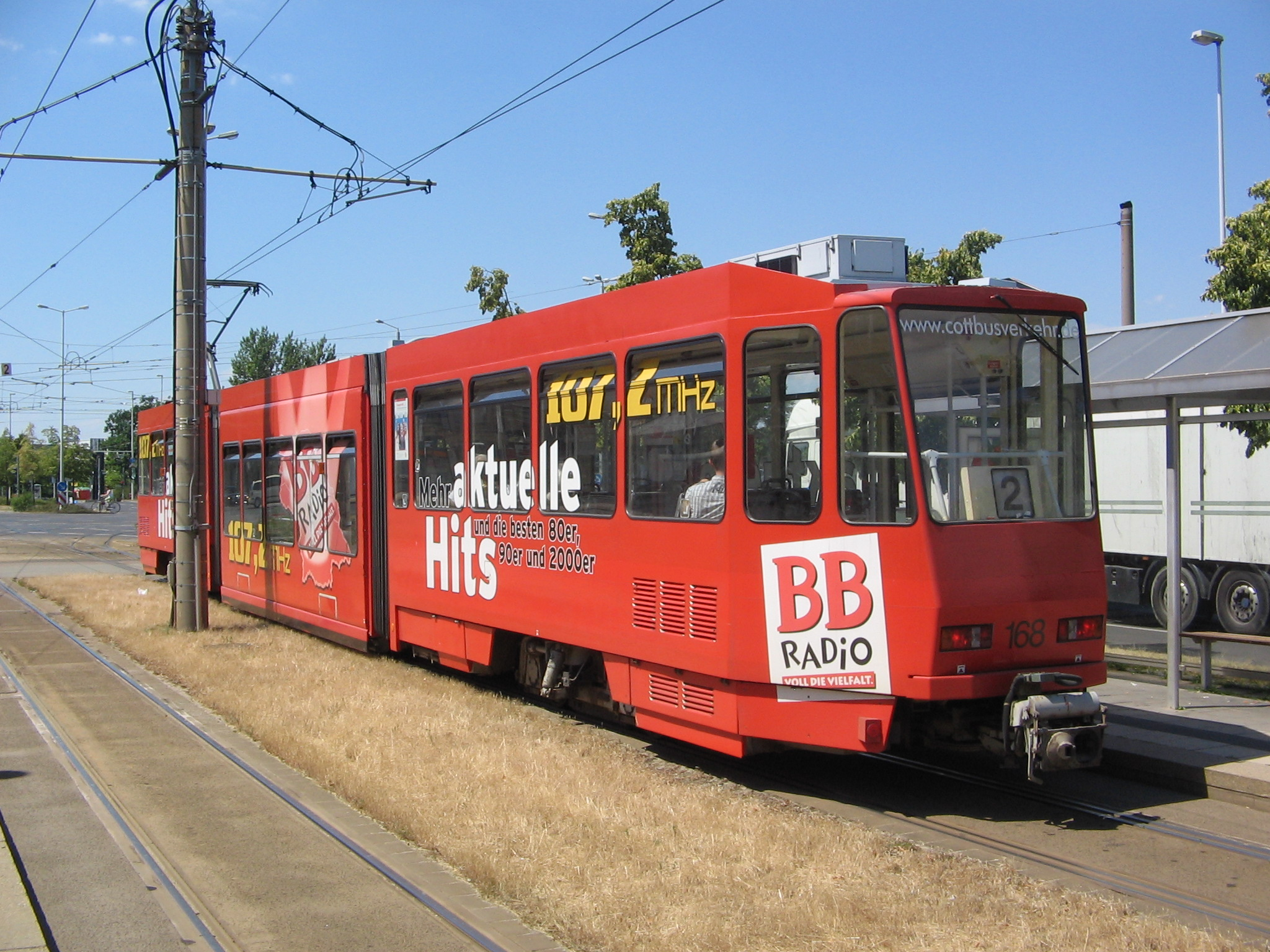
KTNF6（コトブス）
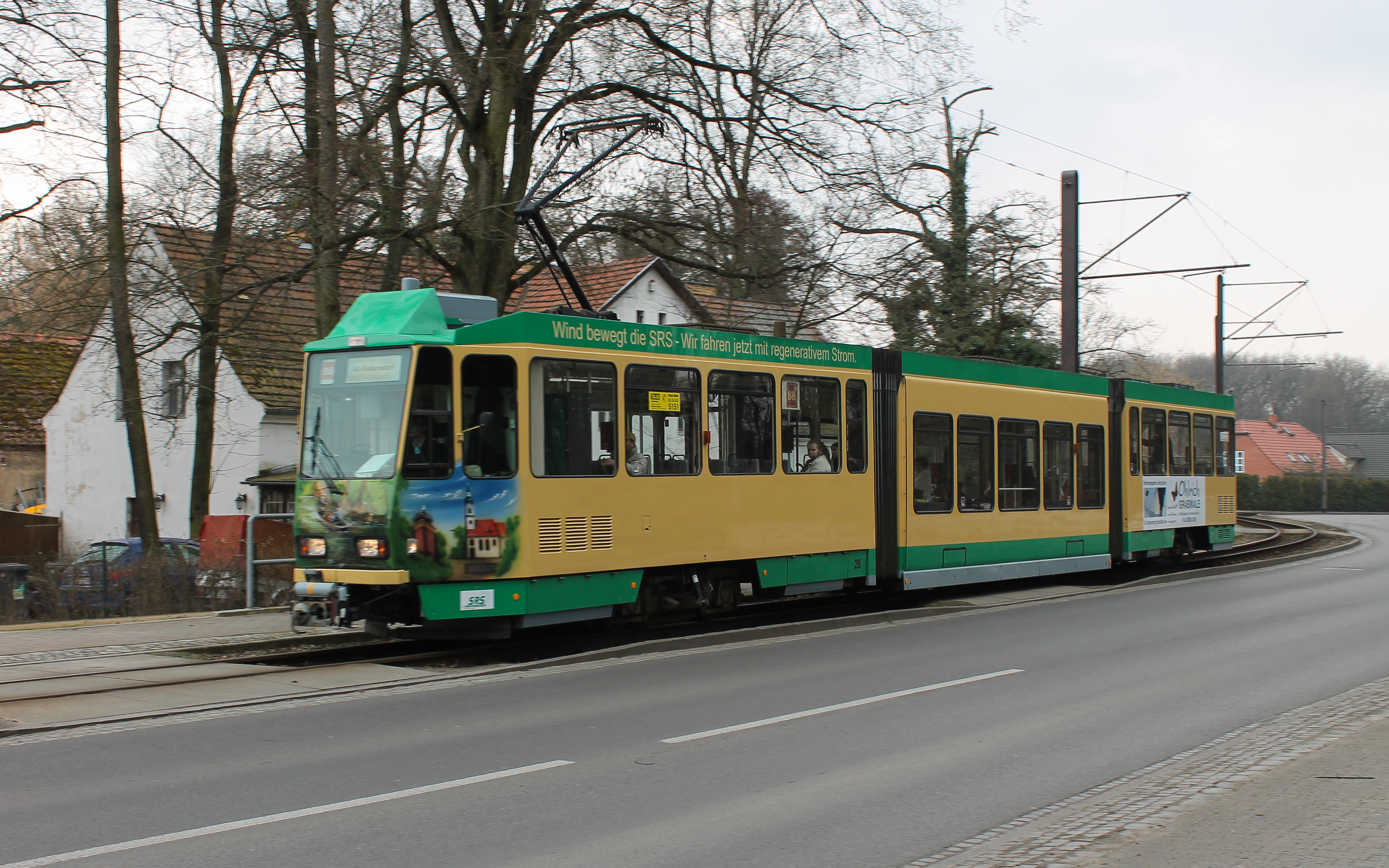
KTNF6（シェーンアイヘ/リューダースドルフ軌道）

### ブランデンブルク・アン・デア・ハーフェル

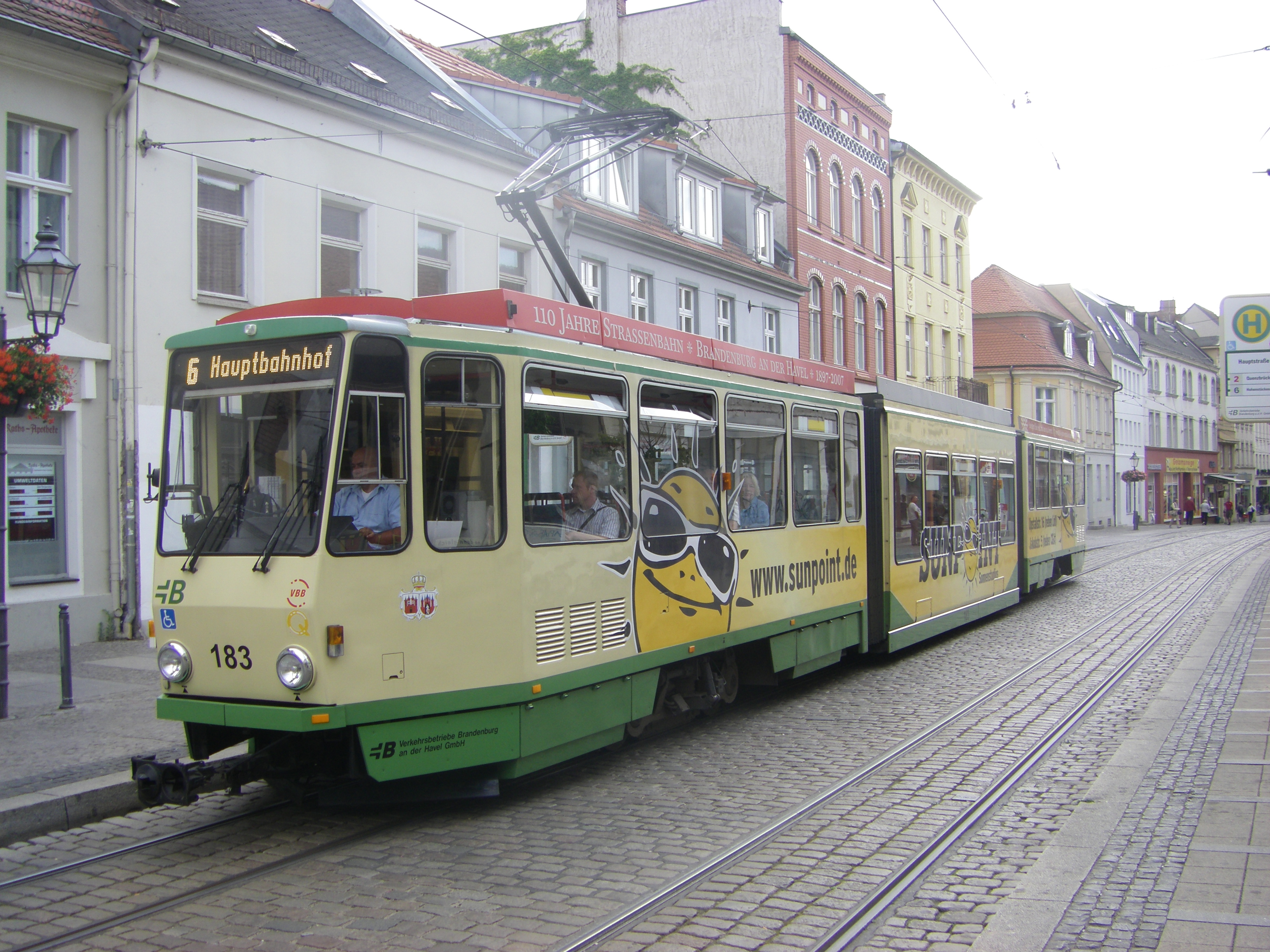
KTNF6（ブランデンブルク）

ドイツ・ブランデンブルク州のブランデンブルク・アン・デア・ハーフェルを走るブランデンブルク市電では、1997年9月27日に実施された開通100周年記念パレードに合わせ、KT4Dを改造したKTNF6のお披露目が実施された。同年から営業運転を開始しており、1998年までに10両のKT4Dが改造を受けた。その後、2015年以降は全車両に対し再度の更新工事が実施されている。

### タリン

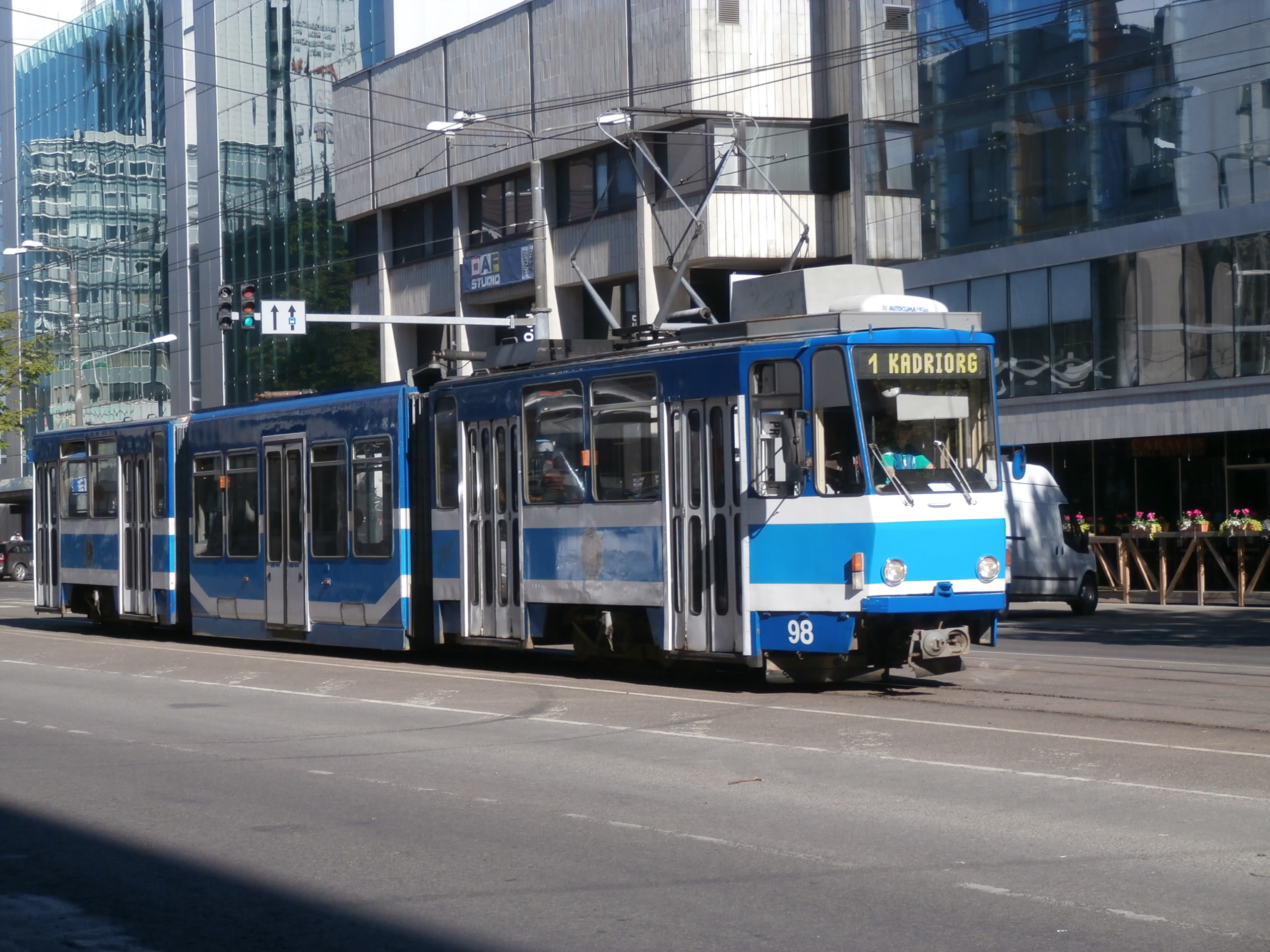
KT6T（更新前、タリン）

エストニアの首都・タリンを走るタリン市電では、新造時からタリン市電で使用されていたKT4SUとドイツ（旧：東ドイツ）各都市から譲渡されたKT4Dの計12両を対象に、2001年から2007年までに低床車体の組み込みを含めた近代化工事を実施し、形式名をKT6Tに改めた。2016年から2018年にかけては再度の近代化工事がチェコ・オストラヴァのエコヴァ・エレクトリック（EKOVA ELECTRIC）で実施され、電気機器をセゲレック（Cegelec）製のTVプログレス（TV Progress）に交換し主電動機の出力が54 kwに増大した他、塗装も新型超低床電車であるウルボスAXL（CAF製）に合わせた白と赤を基調としたものに変更されており、形式名についてもKT6TMに変更されている。

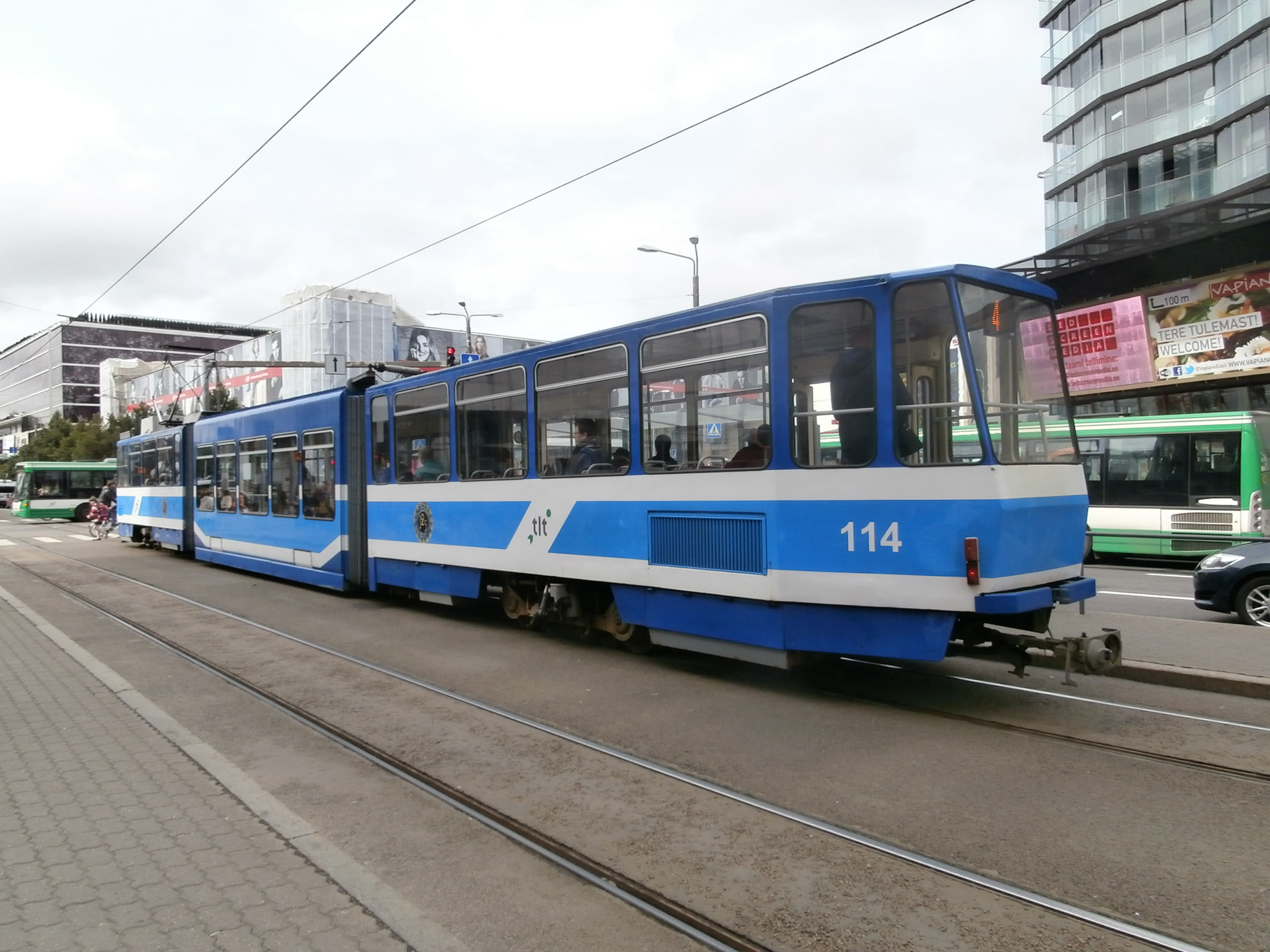
KT6T（後方、2013年撮影）
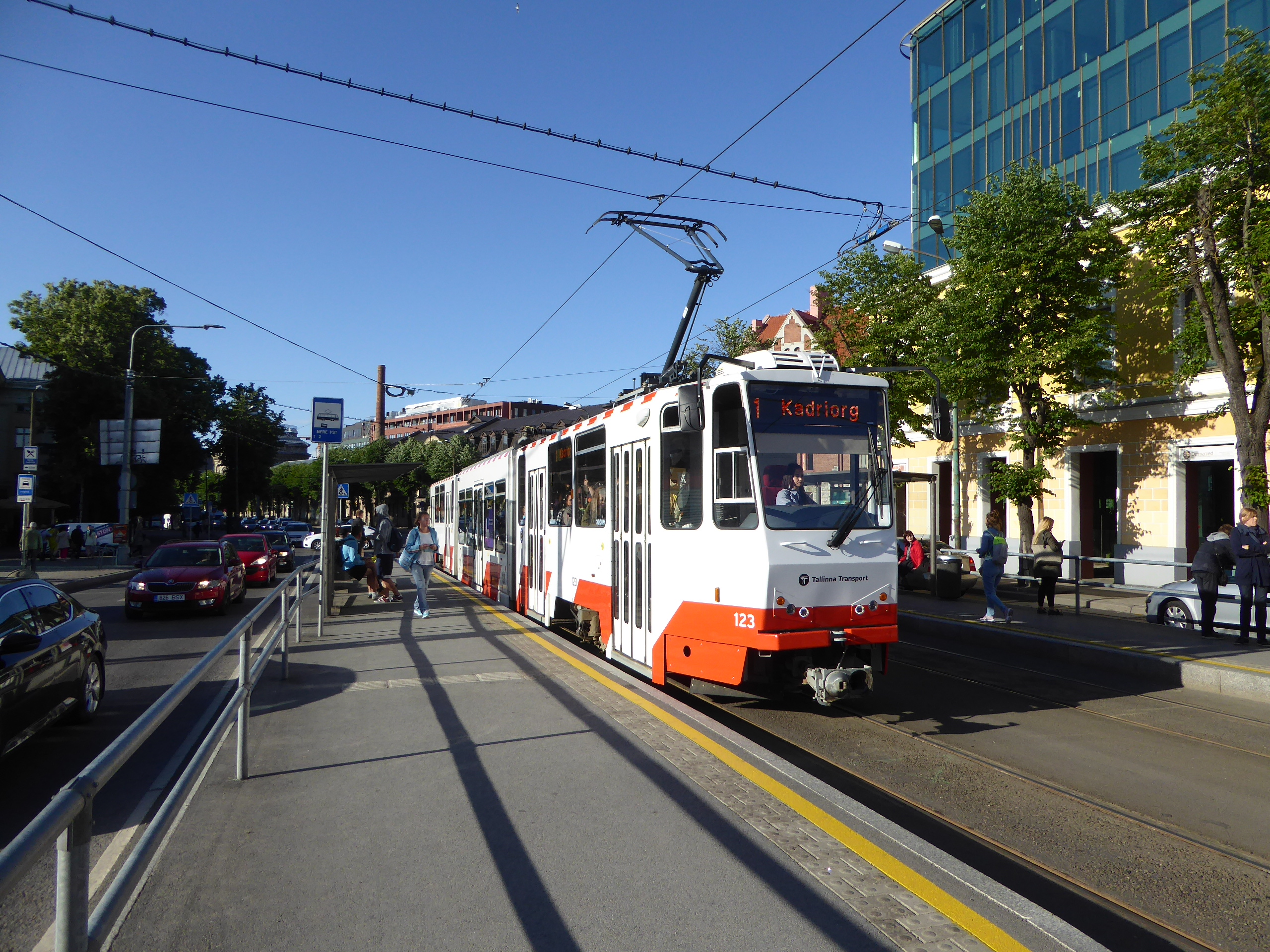
KT6TM（2018年撮影）
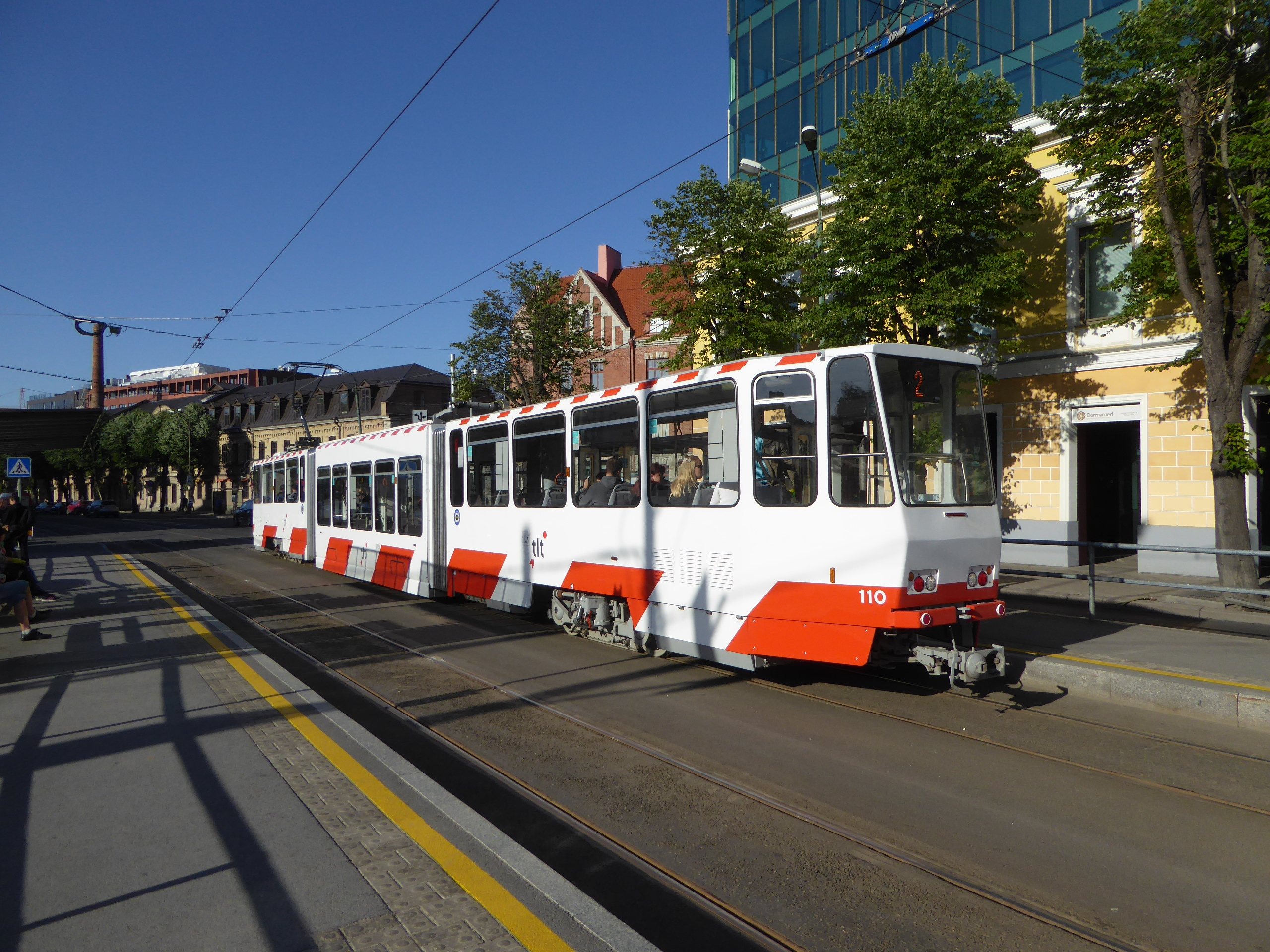
KT6TM（後方、2018年撮影）

### ゲーラ

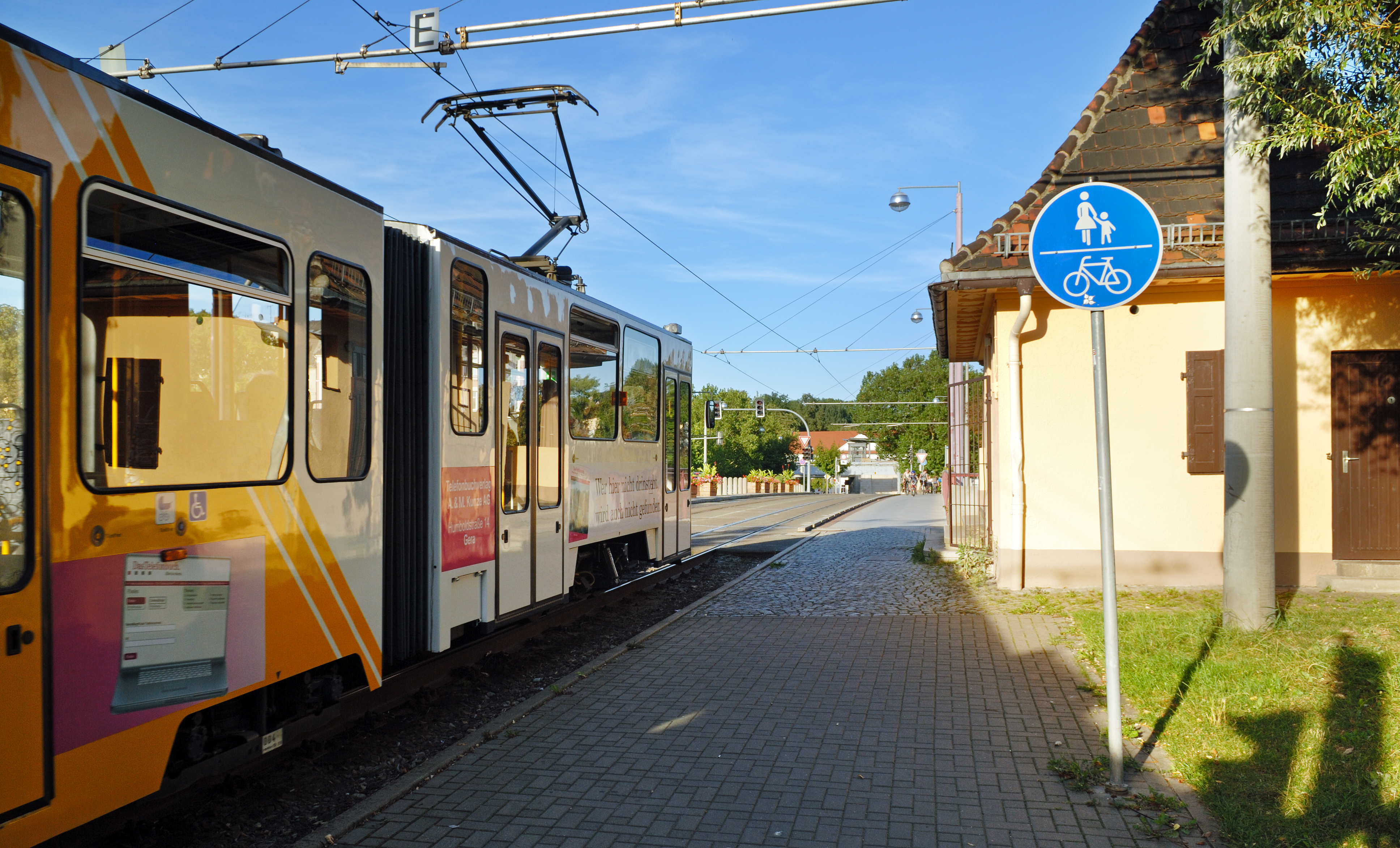
KTNF8（ゲーラ）

ドイツ・テューリンゲン州の都市・ゲーラを走るゲーラ市電では、1998年からČKDタトラによってKT4DからKTNF8への改造工事が行われ、2000年に同社が倒産して以降はボンバルディア・トランスポーテーションによって2003年まで実施された。そのうちČKDタトラによって改造された車両は2両、ボンバルディアが手掛けた車両は4両だが、2017年の時点で在籍しているのは5両である。